# AntarChile
AntarChile ist ein chilenisches Unternehmen mit Firmensitz in Santiago de Chile.
Gegründet wurde AntarChile 2004. Im Unternehmen sind rund 44.000 Mitarbeiter beschäftigt. AntarChile ist vorwiegend in den Bereichen Fischerei und Forstwesen tätig. AntarChile gehört zur Angelini Group. 
AntarChile kontrolliert das chilenische Unternehmen Copec.